# Гура, Константин Григорьевич
Константин Григорьевич Гура — советский хозяйственный, государственный и политический деятель, Герой Социалистического Труда.

## Биография
Родился в 1899 году в селе Гутыровка. Член КПСС.
С 1915 года — на хозяйственной, общественной и политической работе. В 1915—1975 гг. — крестьянин, участник Гражданской войны, организатор сельскохозяйственного производства и колхозного движения, председатель колхоза, секретарь Беловодского райисполкома Ворошиловградской области, участник Великой Отечественной войны, санинструктор 184-го стрелкового полка 56-й стрелковой дивизии Ленинградского фронта, председатель колхоза имени Горького Сахновщинского района Харьковской области.
Указом Президиума Верховного Совета СССР от 26 февраля 1958 года присвоено звание Героя Социалистического Труда с вручением ордена Ленина и золотой медали «Серп и Молот».
Умер до 1985 года.